# Ofensiva de Mosul
La Ofensiva de Mosul es el nombre al que responde una ofensiva lanzada por las fuerzas kurdas —con apoyo aéreo de la coalición internacional liderada por EE. UU.— en enero de 2015 y con el objetivo es recapturar dicha ciudad, luego de que ésta cayera en junio de 2014 ante el grupo terrorista Estado Islámico.

## Trasfondo
Desde que el Estado Islámico se hizo con Mosul en junio de 2014, EE. UU. y el gobierno iraquí estuvieron planeando recapturar la urbe. Originalmente, el plan consistía en un asalto que tendría lugar hacia julio o agosto de 2015, aunque algunos funcionarios estadounidenses afirmaran que intentarlo a esa altura sería «demasiado tarde».
El 25 de diciembre de 2014, luego de que el segundo gobernador del EI en Mosul fuera muerto en un bombardeo, se puso de manifiesto que EE. UU. planeaba recapturar la ciudad. A fines de enero, las fuerzas iraquíes comenzaron los preparativos para el gran asalto.

## Preparativos e inicio

### Enero
El 21 de enero, alrededor de 5.000 soldados peshmerga liberaron una serie de localidades que bordean la urbe. Asimismo, ocuparon un área de 500 km² y cortaron importantes rutas de suministros del EI entre Mosul, Tal Afar y Siria. Sin embargo, los oficiales kurdos aseguraron que no tenían intenciones de expandirse más allá de las propias regiones kurdas, y que la responsabilidad de liberar Mosul recaía en el ejército iraquí.
Los peshmerga se posicionaron en tres frentes alrededor de la represa de Badush. Por su parte, las fuerzas kurdas lanzaron 20 misiles BM-21 Grad, tras recibir información sobre una reunión entre terroristas del EI. Desde su posición, a unos 19 km de Mosul, un capitán aseguró que los proyectiles dieron en el blanco, mientras que el EI afirmó que cayeron sobre civiles.
El 22 de enero, EE. UU. aumentó el número de bombardeos a 16, ocasionando numerosas pérdidas materiales. La Real Fuerza Aérea Canadiense también destruyó varios blancos en apoyo a las operaciones terrestres kurdas.
El 27 de enero, el EI lanzó un ataque sorpresa en Kirkuk, en un intento de alejar a los soldados peshmerga de Mosul. Sin embargo, los kurdos lograron no solo repeler a los islamistas, sino que también recuperaron territorios perdidos en la región.

### Febrero
El 5 de febrero, Jordania bombardeó posiciones del EI en Irak, en respuesta al video en el que se mostraba la brutal ejecución de un piloto jordano capturado. Al menos 55 terroristas perecieron durante las operaciones, incluyendo un importante comandante que se hacía llamar «el Príncipe de Nínive».
El 9 de febrero, el coordinador de la coalición internacional, John Allen, afirmó que el ejército iraquí —con apoyo aéreo internacional— pondrían en marcha una ofensiva terrestre «en las próximas semanas» para recapturar la ciudad de Mosul y otros territorios en manos del EI.
El 19 de febrero, un oficial del Comando Central de EE. UU. comentó a Reuters que se estaba preparando a una fuerza militar kurdo-iraquí de entre 20 000 y 25 000 soldados para luchar contra los 12 000 yihadistas del EI que ocupaban Mosul. Además, aseguró que durante la ofensiva —planeada para abril o mayo— estarían respaldados por bombardeos de la coalición sobre posiciones enemigas.
El 20 de febrero, una bomba fue detonada en el camino al aeropuerto, al sur de la ciudad, causando la muerte de 14 yihadistas, mientras que otros 8 fallecieron debido a un ataque aéreo de la coalición.

### Marzo
El 4 de marzo, el ministro de defensa iraquí aseguró que se podría liberar Mosul sin ayuda de fuerzas terrestres extranjeras.
El 6 de marzo, se reportó que Shakir al-Hamdani, tercer gobernador del EI en la ciudad, fue abatido por un bombardeo de la coalición.
El 9 de marzo, 12 terroristas fueron muertos a causa de otro bombardeo.
El 11 de marzo, el EI amenazó mediante altoparlantes que cualquier civil que intentara abandonar Mosul sería decapitado. El anuncio se realizó tan solo un día después de que la aviación estadounidense lanzara panfletos en la ciudad, advirtiéndoles de un enfrentamiento inminente, y aconsejándoles huir de la urbe.
El 16 de marzo, las fuerzas Peshmerga bombardearon posiciones del EI desde el monte Baashiqa, matando a «decenas» de yihadistas.
El 18 de marzo, 7 terroristas murieron al intentar llenar un camión con explosivos en la localidad de Bazawiyah, al este de Mosul. Tres días después, las fuerzas kurdas repelieron un ataque del EI, en el que fueron muertos 25 yihadistas, sin producirse bajas propias.
El 24 de marzo, se produjo un enfrentamiento entre soldados kurdos y el EI en el este de Mosul, que dejó un saldo de 13 terroristas muertos. Durante las siguientes 48 horas, los bombardeos de la coalición mataron a otros 150 yihadistas.
Entre el 29 y 30 de marzo, fueron muertos 52 terroristas en bombardeos a lo largo de la gobernación.

### Abril
El 1 de abril, dos yihadistas fueron abatidos en el centro de Mosul. Ese mismo día, el EI realizó un desfile militar en la ciudad con sus camionetas, sin que se produjera ningún tipo de incidentes.
El 5 de abril, un bombardeo de la coalición mató a 18 terroristas, mientras que el nuevo gobernador del EI en Mosul resultó herido en otro ataque de la Fuerza Aérea Iraquí.
El 8 de abril, el rey jordano Abdullah II reafirmó al primer ministro Al Abadi la disposición de Jordania para colaborar en las liberaciones de Mosul y Ambar, y elogió los esfuerzos del gobierno de Irak en la lucha contra el terrorismo.
El 10 de abril, las fuerzas kurdas repelieron un violento ataque del EI en el este de Mosul, muriendo 10 terroristas en el combate. Ese mismo día, el EI asesinó a diez doctores que se negaron a tratar a sus heridos.
El 12 de abril, una fuente militar aseguró que los peshmerga habían resistido otro ataque de los yihadistas, al oeste de Mosul, y que habían perecido 18 terroristas.
El 13 de abril, un funcionario aseguró que las fuerzas kurdas habían bloqueado la ciudad desde tres áreas, y que estos anunciaron que se encontraban listos para el combate final contra el EI.
Entre el 15 y 16 de abril, al menos 78 islamistas fueron muertos a causa de los bombardeos internacionales.
El 17 de abril, la artillería kurda mató a otros 12 terroristas, y el día 23, un ataque aéreo destruyó un importante túnel del EI.

### Mayo
El 7 de mayo, un oficial kurdo informó que un convoy del EI había sido blanco de un ataque aéreo de la coalición, que destruyó 12 vehículos y mató a 26 terroristas.
El 27 de mayo, Said Mimousini, un funcionario del Partido de los Trabajadores Kurdos, comentó en una entrevista que el Estado Islámico ejecutó a 9 de sus terroristas, haciéndolos ingresar en una casa y bombardeándola, aparentemente debido a que estos habrían intentado escapar del frente de batalla. Por otro lado, también aseguró que otros 17 terroristas murieron a causa de un bombardeo en Khorsabad.

### Junio
El 12 de junio, funcionarios iraquíes afirmaron que la ofensiva sobre Mosul había comenzado. El general Najim al-Jubouri anunció que tanto sus fuerzas como la milicia chií Fuerzas de Movilización Popular habían sido desplegadas desde Baiji hacia el norte. 
Sin embargo, la única persona con autoridad para declarar el inicio de tal batalla era el primer ministro, que no lo hizo. Asimismo, The Daily Beast realizó una entrevista al general, quien les comentó que la fecha de comienzo de la batalla «puede estar muy cerca, pero no puedo decirles exactamente cuándo.» Al increparle aún más al respecto, respondió que tendría lugar en menos de un año y que unos 30 000 soldados tomarían parte, algo sobre lo que muchos analistas se encontraban escépticos, ya que el Ejército aún estaba recuperándose de la ofensiva del EI de 2014. La agencia de noticias describió el plan del general como una «fantasía». Otro factor decisivo en el retraso de la ofensiva fue la caída de Ramadi en mayo. Hacia fines del mes, aún continuaban los preparativos para la ofensiva, mientras aumentaba el descontento entre los habitantes de la ciudad a causa de los constantes retrasos.
El 15 de junio, al menos 61 yihadistas perecieron durante un ataque aéreo de la coalición en Bashiqah, según un funcionario del Partido Democrático de Kurdistán. Ese mismo día, otros 4 terroristas murieron en un enfrentamiento contra los peshmerga en Al-Kazak.
El 23 de junio, el ministro de Economía del EI, Zaalan al-Afari, y a otros 4 terroristas perecieron al ser emboscados en la ruta entre Gayada y Mosul.